# Bart Selman
Bart Selman är en amerikansk professor i datavetenskap vid Cornell University. Selman har forskat inom artificiell intelligens. Han har tidigare jobbat på AT&T Bell Laboratories och sitter med i den rådgivande styrelsen för DARPA Grand Challenge Cornell Team.